# MM105FE EL
MM105FE EL bezeichnet einen Schiffstyp von Doppelendfähren der norwegischen Reederei Boreal Sjø. Von dem Typ wurden drei Einheiten gebaut.

## Geschichte
Die Fähren des Typs werden auf der türkischen Werft Sedef Shipyard in Tuzla für die Reederei Boreal Sjø in Hammerfest gebaut. Zwei Einheiten wurden im Sommer 2019 bestellt, die dritte Einheit im Februar 2020. Das Typschiff wurde im Juni 2021 abgeliefert, die weiteren Schiffe folgten im Oktober 2021 bzw. März 2021. Der Schiffsentwurf stammte vom norwegischen Schiffsarchitekturbüro Multi Maritime in Førde.
Die Schiffe werden auf der Verbindung über Molde- und Storfjord im Verlauf der Europastraße 39 zwischen Molde und Vestnes eingesetzt. Sie verkehren hier zusammen mit den beiden 2013 gebauten Fähren des Typs LMG 165-DEG. Die Fährverbindung wird von der Reederei Boreal Sjø seit dem 1. Januar 2021 bedient. Zuvor wurde die Fährverbindung von der Reederei Fjord1 bedient.

## Beschreibung
Die Schiffe werden von zwei Elektromotoren mit jeweils 1200 kW Leistung angetrieben. Diese wirken auf jeweils eine Propellergondel an den beiden Enden der Fähren. Die Antriebsmotoren sind in zwei getrennten Maschinenräumen an den beiden Enden der Fähren untergebracht. Für die Stromversorgung stehen Akkumulatoren mit einer Kapazität von insgesamt 2016 kWh zur Verfügung. Diese können an den Anlegern geladen werden. Zusätzlich stehen für die Stromerzeugung drei von Scania-Dieselmotoren des Typs DI16M mit jeweils 640 kW Leistung angetriebene Stamford-Generatoren zur Verfügung.
Die Schiffe verfügen über ein 103,8 m langes, durchlaufendes Fahrzeugdeck sowie auf einer Seite ein seitliches, erhöhtes Fahrzeugdeck. Auf dem durchlaufenden Fahrzeugdeck stehen 234 Spurmeter auf vier Fahrspuren, auf dem erhöhten Fahrzeugdeck stehen zwei Fahrspuren zur Verfügung. Das durchlaufende Fahrzeugdeck ist von beiden Enden über Rampen zugänglich, das erhöhte Fahrzeugdeck über feste Rampen an Bord der Fähren. Unterhalb des erhöhten Fahrzeugdecks befinden sich Aufenthaltsräume für die Passagiere sowie ein Imbiss. Das Fahrzeugdeck ist im mittleren Bereich von den Decksaufbauten überbaut. Die Durchfahrtshöhe beträgt auf dem Hauptdeck 5 m und auf dem erhöhten Fahrzeugdeck 2,5 m. Die maximale Achslast beträgt auf dem Hauptdeck 15 t und auf dem erhöhten Fahrzeugdeck 1,5 t.
Oberhalb der Fahrzeugdecks befinden sich zwei Deck mit Einrichtungen für die Schiffsbesatzung, darunter Messe und Aufenthaltsraum, eine Umkleide, mehrere Kabinen, ein Büro und der Maschinenkontrollraum. Das Steuerhaus ist mittig auf die Decksaufbauten aufgesetzt.

## Schiffe
| MM105FE EL  | MM105FE EL | MM105FE EL | MM105FE EL                                         |
| Bauname     | Baunummer  | IMO-Nummer | Kiellegung Stapellauf Fertigstellung               |
| ----------- | ---------- | ---------- | -------------------------------------------------- |
| Malmefjord  | 212        | 9895472    | 7. April 2020 28. Oktober 2020 7. Juni 2021        |
| Tomrefjord  | 213        | 9895484    | 11. August 2020 18. Dezember 2020 14. Oktober 2021 |
| Vestrefjord | 215        | 9901532    | 3. November 2020 6. August 2021 3. März 2022       |

Die Schiffe fahren unter norwegischer Flagge. Heimathafen ist Hammerfest.